# Herb Tułowic
Herb Tułowic – jeden z symboli miasta Tułowice i gminy Tułowice w postaci herbu.

## Wygląd i symbolika
Herb przedstawia na białej tarczy trzy czerwone cegły postawione w słup; dwie u góry, jedna na dole. 
Herb nawiązuje do średniowiecznej legendy, która opowiada o dwóch synach rycerza. Młodszy napadł na starszego i wtrącił go do zapomnianego lochu. Więzień uratował się wydłubując z muru trzy cegły (tarcza), które odsłoniły lisią (klejnot w herbie Frankenberg) norę pod ziemią. Wyczerpanemu więźniowi lisica przynosiła w pysku ziele (klejnot), aby go wzmocniło.

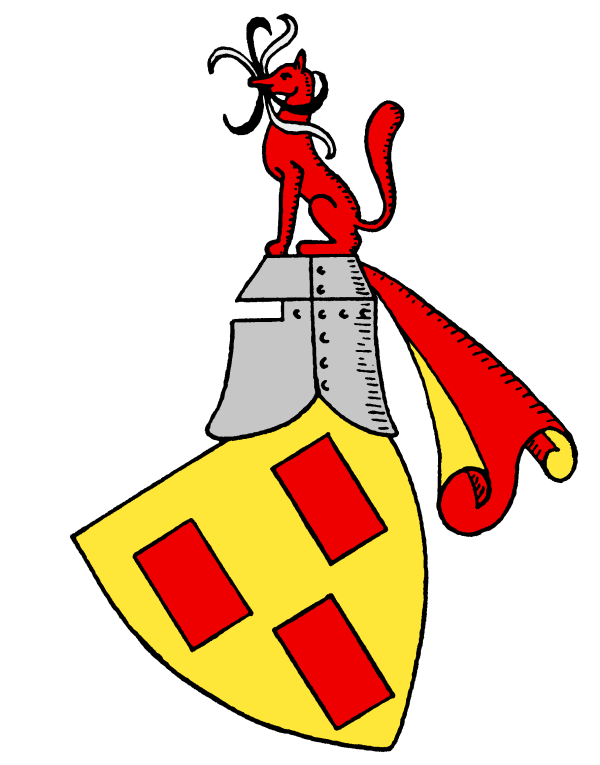
Herb rodziny Frankenberg

## Zobacz
- Frankenberg (rodzina szlachecka)(inne języki)
- Pałac w Tułowicach